# Tętnica środkowa mózgu

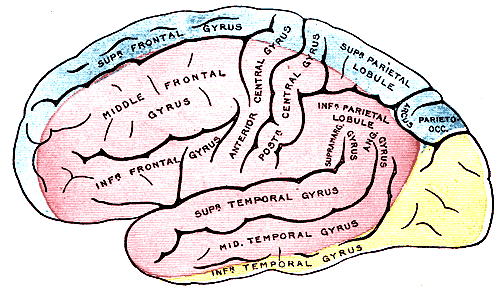
Powierzchnia zewnętrzna pókuli mózgowej z wyróżnieniem obszarów unaczynienia tętnic mózgowych (obszar unaczynienia tętnicy środkowej mózgu na różowo).

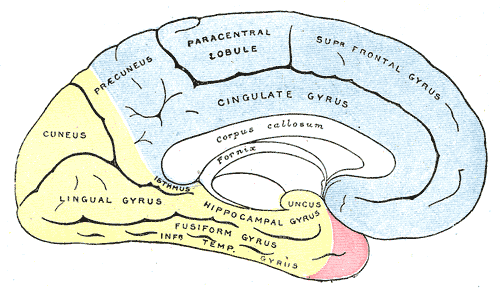
Powierzchnia przyśrodkowa pókuli mózgowej z wyróżnieniem obszarów unaczynienia tętnic mózgowych (obszar unaczynienia tętnicy środkowej mózgu na różowo).

Tętnica środkowa mózgu (łac. arteria cerebri media) – w anatomii człowieka jedna z dwóch końcowych gałęzi tętnicy szyjnej wewnętrznej. Biegnie jako przedłużenie tętnicy szyjnej wewnętrznej, podczas gdy drugie odgałęzienie – czyli tętnica przednia mózgu – odchodzi od tętnicy szyjnej wewnętrznej niemal pod kątem prostym. Niezaliczana do koła tętniczego mózgu.
W przebiegu tętnicy środkowej mózgu wyróżnia się trzy części: klinową (M1), wyspową (M2) i korową (M3, M4 i M5). Tętnica środkowa mózgu oddaje dwie grupy odgałęzień:
- gałęzie środkowe biegnące do wnętrza półkul mózgu;
- gałęzie korowe, unaczyniające korę głównie płata czołowego, ciemieniowego, skroniowego i wyspy.

Niedrożność tętnicy środkowej mózgu w wyniku zakrzepu lub zatoru prowadzi do zawału mózgu, którego objawami są:
- przeciwstronny niedowład połowiczy;
- zwrot gałek ocznych w kierunku ogniska zawału;
- niedoczulica połowicza i niedowidzenie połowicze lub kwadrantowe jednoimienne;
- afazja w przypadku uszkodzenia półkuli dominującej;
- przeciwstronny zespół nieuwagi stronnej.

Ewentualnie przy niedrożności obejmującej dalsze odgałęzienia mogą pojawiać się tylko niektóre z tych objawów. Jeśli nie ma pełnej niedrożności, a tylko zwężenie, objawy mogą być przemijające (TIA).

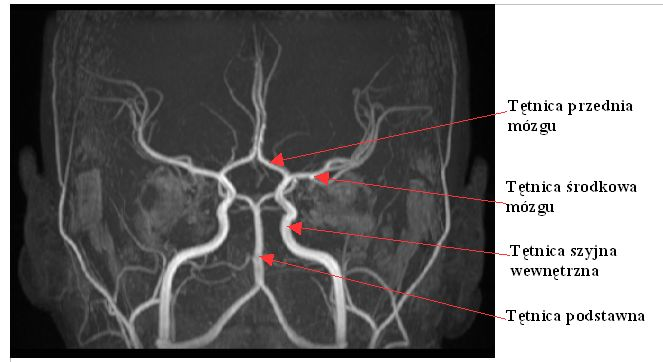
Tętnice mózgowe uwidocznione przyżyciowo w badaniu angio-MRI